# Jean-Claude Olry
Jean-Claude Olry (* 28. prosince 1949 Boves) je bývalý francouzský vodní slalomář, kanoista závodící v kategorii C2. Jeho partnerem v lodi byl jeho bratr Jean-Louis.
Na mistrovstvích světa získal jednu zlatou (C2 – 1969) a jednu bronzovou medaili (C2 družstva – 1969). V individuálním závodě C2 na Letních olympijských hrách 1972 vybojoval bronz.